# دورا استفانسدوتیر
دورا استفانسدوتیر (انگلیسی: Dóra Stefánsdóttir؛ زادهٔ ۲۷ آوریل ۱۹۸۵) بازیکن فوتبال اهل ایسلند است.
از باشگاه‌هایی که در آن بازی کرده‌است می‌توان به باشگاه فوتبال روزنگرد اشاره کرد.
وی همچنین در تیم‌های ملی فوتبال زنان ایسلند، و زنان ایسلند، و زنان ایسلند، و زنان ایسلند، بازی کرده‌است.